# Ольгіївська вулиця (Одеса)
О́льгіївська вулиця — вулиця в Одесі, в історичному районі міста, від Софіївської до Манежній вулиці.

## Історія
У 1889—1900 роках за проєктом архітектора М. К. Толвінського були побудовані будівлі спеціально для медичного факультету Новоросійського університету.
З 1936 по 1995 рік вулиця мала назву Академіка Павлова, який жив у будинку 1 на вулиці (меморіальна дошка). У 1995 році повернено історичну назву Ольгіївська вулиця.
У будинку 23, повоєнної будівлі, розташовувався кінотеатр «Дружба», пізніше, в 2003 році, в приміщенні кінотеатру відкрився культурний центр — театр «Будинок клоунів», відкритий комік-трупи «Маски-шоу» під керівництвом її беззмінного керівника Георгія Делієва.

## Відомі жителі
У будинку 10 в 1921—1925 роках жив майбутній засновник вітчизняного ракетобудування, двічі Герой Соціалістичної Праці Валентин Петрович Глушко.
У будинку 17 з 1902 по 1911 рік жив Олександр Олександрович Богомолець, патофізіолог і громадський діяч, академік, віце-президент АН СРСР, лауреат Сталінської премії.